# Parti social-démocrate/Jant-Bi
Pour les articles homonymes, voir Parti social-démocrate.
Le Parti social-démocrate/Jant-Bi (PSD/Jant-Bi) est un parti politique sénégalais, dont le leader est Mamour Cissé, homme d'affaires.

## Histoire
Parti de l'opposition modérée, le PSD/Jant-Bi est officiellement créé le 18 juillet 2000.
Lors des élections législatives de 2001, le PSD/Jant-Bi a recueilli 5 298 voix, soit 0,28 %, et n'a obtenu aucun siège à l'Assemblée nationale.
Il se rapproche d'Abdoulaye Wade en 2006 et le soutient à l'élection présidentielle de 2007.

## Orientation
Les objectifs explicites du PSD/Jant-Bi sont de « concourir à l'expression du suffrage universel et œuvrer, de manière pacifique, à la conquête du pouvoir ».

## Symboles
Ses couleurs sont le noir, le vert et le jaune.
En wolof, jant-bi signifie "le soleil".

## Organisation
Son siège se trouve à Dakar.